# Friendly Fire (Sean Lennon)
Friendly Fire è il secondo album in studio del musicista statunitense Sean Lennon, pubblicato nel 2006.

## Tracce
Tutti i brani sono scritti da Sean Lennon tranne dove indicato.
1. Dead Meat - 3:37
2. Wait for Me - 2:39
3. Parachute - 3:19
4. Friendly Fire - 5:03
5. Spectacle (Lennon, Jordan Galland) - 5:24
6. Tomorrow - 2:03
7. On Again Off Again - 3:18
8. Headlights - 3:16
9. Would I Be the One (Marc Bolan) - 4:58
10. Falling Out of Love (Lennon, Galland) - 4:07